# Гельм, Рудольф Андреевич
Рудольф Андреевич Гельм (собственно Генрих Рудольф Хельм, нем. Heinrich Rudolph Helm; 4 мая 1842, Гольдбах, ныне в составе Бишофсверды — 1911, Одесса) — российский органист, хоровой дирижёр и музыкальный педагог немецкого происхождения.
Окончил Лейпцигскую консерваторию (1867), ученик Карла Райнеке и Морица Гауптмана. После этого жил и работал в России.
Первоначально в Воронеже, руководил хором и оркестром Воронежского отделения Императорского Русского музыкального общества. В 1871 г. перебрался в Саратов, сперва как преподаватель хорового и сольного пения в Мариинском институте благородных девиц. В 1873 г. при открытии музыкальных классов Саратовского отделения ИРМО был приглашён для руководства классом хорового пения, вёл класс до 1876 г. Руководил также хором при немецком обществе «Лира», вводя в его репертуар произведения русских композиторов — Александра Варламова, Александра Даргомыжского. В 1874—1880 гг. преподаватель Саратовского епархиального училища. С 1880 г. в Тамбове, руководитель музыкальных классов Тамбовского общества любителей музыкального и драматического искусства, переданных в 1882 г. в ведение новосозданного Тамбовского отделения ИРМО и заложивших основу будущего Тамбовского государственного музыкально-педагогического института; продолжал возглавлять их до 1883 г. Одновременно до 1887 г. учитель музыки Тамбовского Александринского института благородных девиц. С 1887 г. в Одессе, с 1902 г. также преподаватель музыкальных классов Одесского отделения ИРМО.
На протяжении всей своей российской карьеры выступал с концертами как органист, вызывая горячее одобрение местной прессы.